# Скрабб, Филип
Филип Александер Скрабб (англ. Philip Alexander Scrubb; род. 27 ноября 1992[…], Ричмонд, Британская Колумбия) — канадский баскетболист, играющий на позиции атакующего защитника.

## Карьера
Воспитанник Карлтонского университета Скрабб 5 раз приводил свою команду к титулу чемпиона страны среди студенческих команд, а в 2014 году был признан лучшим спортсменом ассоциации студенческого спорта Канады.
Профессиональную карьеру Скрабб начал в греческом АЕК, а затем перешёл в немецкий «Скайлайнерс», где провёл 2,5 года. Вместе с командой из Германии Филип стад обладателем Кубка Европы ФИБА 2015/2016.
В сезоне 2017/2018 в 32 играх чемпионата Германии Скрабб набирал 18,3 очка, 3,8 передачи, 3,4 подбора и 1,2 перехвата в среднем за матч. По итогам сезона Филип вошёл во вторую символическую пятёрку, а так же был признан «Лучшим снайпером» и «Лучшим атакующим игроком» турнира.
В июне 2018 года Скрабб перешёл в «Зенит». В 16 матчах Еврокубка статистика Филипа составила 11,7 очка, 2,6 подбора и 3,1 передачи. В 33 матчах Единой лиги ВТБ в среднем набирал 9,7 очка и 2 подбора.
В июле 2019 года Скрабб стал игроком «Эстудиантеса». В 23 матчах чемпионата Испании Филип набирал в среднем 9,4 очка, 2,1 подбора и 2,9 передачи.
В июне 2020 Скрабб подписал контракт с «Оттавой Блэкджекс», но в июле перешёл в «Лимож». В 22 матчах чемпионата Франции статистика Филипа составила 12,3 очка, 4,5 передачи 2,5 подбора.
Сезон 2020/2021 Скрабб заканчивал в составе «Ниагары Ривер Лайонс».
В августе 2021 года Скрабб продолжил карьеру в «Автодоре». В 11 матчах Единой лиги ВТБ Филип набирал в среднем 11,3 очка, 4,1 передачи и 2,0 подбора.
В марте 2022 года Скрабб перешёл в «Обрадойро».
В апреле 2022 года Скрабб вернулся в «Ниагару Ривер Лайонс».
В августе 2023 года Скрабб подписал контракт с «Бахчешехир Колежи».
В декабре 2023 года Скрабб был признан «Самым ценным игроком» Кубка Европы ФИБА. Средние показатели Филипа по итогам месяца составили 18,5 очка, 5,5 передачи, 3,5 подбора и 2 перехвата.

## Сборная Канады
В 2015 году в составе сборной Канады Скрабб завоевал бронзовые медали чемпионата Америки.
В конце августа 2019 года Скрабб был включён в итоговый состав сборной Канады на чемпионат мира-2019 в Китае.

## Достижения

### Клубные
- Обладатель Кубка Европы ФИБА: 2015/2016

### Сборная Канады
- Бронзовый призёр чемпионата мира: 2023
- Бронзовый призёр чемпионата Америки: 2015